# NSB 83 sorozat
Az NSB 83 sorozat egy dízelmotorvonat-sorozat volt. 1932-ben az NEBB és a Skabo összesen három darabot gyártott az NSB részére. A Voss Line és a Skreia Line vasútvonalakon közlekedtek. 1963-ban lettek selejtezve.